# Caribaeohypnum polypterum
Caribaeohypnum polypterum är en bladmossart som beskrevs av Hisatsugu Ando och Masanobu Higuchi 1984. Caribaeohypnum polypterum ingår i släktet Caribaeohypnum och familjen Hypnaceae. Inga underarter finns listade i Catalogue of Life.